# Coenraad Jacob Temminck
Coenraad Jacob Temminck, nizozemski zoolog, * 31. marec 1778, Amsterdam, Nizozemska, † 30. januar 1858, Lisse.
Njegov oče je bil blagajnik pri Nizozemski vzhodnoindijski družbi in ljubiteljski naravoslovec; na svojih potovanjih in s pomočjo zvez je zbral obsežno zbirko primerkov ptic, doma pa je postavil tudi velik aviarij. Mladi Coenraad Jacob je ves svoj prosti čas posvetil ptičem. Njegov vzornik je bil François Le Vaillant, znani nizozemski raziskovalec in ornitolog, očetov prijatelj, ki je pomagal pri zbiranju primerkov. Podedovano zbirko je Temminck taksonomsko uredil in razširil ter katalog 1100 primerkov izdal leta 1807.
Kasneje se je pričel ukvarjati tudi s taksonomijo drugih živalskih skupin, predvsem sesalcev. Njegovo najbolj znano delo je Manuel d'ornithologie, ou Tableau systematique des oiseaux qui se trouvent en Europe iz leta 1815, ki je bilo dolga leta temeljno delo v taksonomiji evropskih ptic. Leta 1820 je postal prvi direktor Nacionalnega prirodoslovnega muzeja v Leidnu in to funkcijo opravljal do svoje smrti.
Po njem so kasnejši avtorji poimenovali mnogo vrst organizmov, poleg znanstvenih je njegov priimek tudi del domačih imen, predvsem v germanskih jezikih. V slovenščini se po njem imenuje ptič Temminckov prodnik.

## Dela
(delni seznam)
- Las Posesiones holandesas en el Archipiélago de la India. Manila 1855.
- Esquisses zoologiques sur la côte de Guiné ... le partie, les mammifères. Brill, Leiden 1853.
- Coup-d'oeil général sur les possessions néerlandaises dans l'Inde archipélagique. Arnz, Leiden 1846–49.
- Nouveau recueil de planches coloriées d'oiseaux. Levrault, Pariz 1838.
- Monographies de mammalogie. Dufour & d'Ocagne, Pariz, Leiden 1827–41.
- Atlas des oiseaux d'Europe, pour servir de complément au Manuel d'ornithologie de M. Temminck. Belin, Paris 1826–42.
- Nouveau recueil de planches coloriées d'oiseaux, pour servir de suite et de complément aux planches enluminées de Buffon. Dufour & d'Ocagne, Pariz 1821.
- Observations sur la classification méthodique des oiseaux et remarques sur l'analyse d'une nouvelle ornithologie élémentaire. Dufour, Amsterdam, Pariz 1817.
- Manuel d'ornithologie  ou  Tableau systématique des oiseaux qui se trouvent en Europe. Sepps & Dufour, Amsterdam, Pariz 1815–40.
- Histoire naturelle générale des pigeons et des gallinacés. Sepp, Amsterdam 1808–15.